# Inżynieryjno-lotniskowe zabezpieczenie lotnictwa
Inżynieryjno-lotniskowe zabezpieczenie – rodzaj zabezpieczenia bojowego wszystkich rodzajów lotnictwa. Polega na realizacji przedsięwzięć zapewniających lotnictwu stałą gotowość do prowadzenia działań bojowych oraz obronę oddziałów i związków lotniczych przed bronią masowego rażenia. Obejmuje:
- rozpoznanie, odbudowę i budowę lotnisk,
- urządzenie na nich sztucznych pasów startowych,
- minowanie i rozminowywanie lotnisk i innych obiektów tyłów lotniczych,
- odbudowę na lotniskach ukryć dla sprzętu i stanu osobowego oraz schronów dla stanowisk (punktów) widzenia,
- realizację przedsięwzięć maskujących i innych.